# 博尔代雷和拉芒桑
博尔代雷和拉芒桑（法語：Bordères-et-Lamensans）是法国朗德省的一个市镇，属于蒙德马桑区（Mont-de-Marsan）阿杜尔河畔格雷纳德县（Grenade-sur-l'Adour）。该市镇总面积15.6平方公里，2009年时的人口为351人。

## 人口
博尔代雷和拉芒桑人口变化图示